# ويليام ووكر (لاعب كريكت)
ويليام ووكر (بالإنجليزية: William Walker)‏ (16 ديسمبر 1835 في المملكة المتحدة - 14 يونيو 1886 في أستراليا) هو لاعب كريكت أسترالي. لعب مع فريق تسمانيا للكريكت.

## وصلات خارجية
- ويليام ووكر (لاعب كريكت) على موقع إي آس بي آن كريك إنفو (الإنجليزية)